# Saint-Mayeux
Saint-Mayeux település Franciaországban, Côtes-d’Armor megyében. Lakosainak száma 460 fő (2022. január 1.). Saint-Mayeux Caurel, Corlay, Plussulien, Saint-Gilles-Vieux-Marché, Saint-Martin-des-Prés és Bon Repos sur Blavet községekkel határos.

## Népesség
A település népessége az elmúlt években az alábbi módon változott:
| Lakosok száma | 874  | 664  | 539  | 519  | 500  | 479  | 470  | 469  | 466  | 460  |
|               | 1968 | 1982 | 1990 | 2006 | 2013 | 2015 | 2017 | 2019 | 2020 | 2022 |